# Moonfesta
„Moonfesta“ (japonsky moonfesta～ムーンフェスタ～; stylizováno jako „moonfesta“) je jedenáctý singl japonské pěvecké skupiny Kalafina. Byl vydán 18. července 2012. K dispozici byl ve třech edicích; standardní edice obsahovala pouze CD, limitovaná edice A obsahovala bonusový materiál na CD a DVD a limitovaná edice B obsahovala bonusový materiál na CD a Blu-ray. Titulní skladba byla použita jako ústřední melodie televizního pořadu Minna no uta a později vydána na albu Consolation (2013).

## Seznam skladeb
Hudbu složil(i) Juki Kadžiura. 
| Disk 1 (CD, standardní edice) | Disk 1 (CD, standardní edice)  | Disk 1 (CD, standardní edice) |
| Pořadí                        | Název                          | Délka                         |
| ----------------------------- | ------------------------------ | ----------------------------- |
| 1.                            | moonfesta                      | 4:28                          |
| 2.                            | Jane no mukó ni 屋根の向こうに | 4:29                          |
| 3.                            | moonfesta (instrumentální)     | 2:27                          |
| Celková délka:                | Celková délka:                 | 11:24                         |

Hudbu složil(i) Juki Kadžiura. 
| Disk 1 (CD, limitovaná edice A/B) | Disk 1 (CD, limitovaná edice A/B)                  | Disk 1 (CD, limitovaná edice A/B) |
| Pořadí                            | Název                                              | Délka                             |
| --------------------------------- | -------------------------------------------------- | --------------------------------- |
| 1.                                | moonfesta                                          | 4:28                              |
| 2.                                | Jane no mukó ni 屋根の向こうに                     | 4:29                              |
| 3.                                | moonfesta (verze pro Minna no uta)                 | 2:24                              |
| 4.                                | moonfesta (verze pro Minna no uta, instrumentální) | 4:27                              |
| Celková délka:                    | Celková délka:                                     | 15:48                             |

| Disk 2 (DVD, pouze limitovaná edice A) | Disk 2 (DVD, pouze limitovaná edice A) | Disk 2 (DVD, pouze limitovaná edice A) |
| Pořadí                                 | Název                                  | Délka                                  |
| -------------------------------------- | -------------------------------------- | -------------------------------------- |
| 1.                                     | moonfesta (videoklip)                  |                                        |

| Disk 2 (DVD, pouze limitovaná edice B) | Disk 2 (DVD, pouze limitovaná edice B) | Disk 2 (DVD, pouze limitovaná edice B) |
| Pořadí                                 | Název                                  | Délka                                  |
| -------------------------------------- | -------------------------------------- | -------------------------------------- |
| 1.                                     | moonfesta (videoklip)                  |                                        |
| 2.                                     | moonfesta (verze pro Minna no uta)     |                                        |

## Produkce
- Yuki Kadžiura – aranžmá
- Masajoši Furukawa – akustická kytara
- Masuke Nozaki – bicí
- Tomoharu „Jr“ Takahaši – baskytara
- Mataro Misawa – perkuse
- Hitoši Konno – strunné nástroje

Hudební žebříčky
| Žebříček                       | Nejvyšší umístění | Prodeje | Týdnů v žebříčku |
| ------------------------------ | ----------------- | ------- | ---------------- |
| Týdenní žebříček singlů Oricon | 11                | 10,023  | 4                |